# Abigail Minis
Abigail Minis, född 1701, död 1794, var en inflytelserik amerikansk plantageägare. 
Hon emigrerade tillsammans med sin make och sina döttrar till Savannah samma år kolonin grundades, år 1733, och tillhörde då de första judar bosatta i USA. Hennes make blev en förmögen plantageägare.  Efter hans död 1757 tog hon med sina fem döttrar över plantagen, och ägnade sig också åt boskapsskötsel och grundade 1763 ett framgångsrikt värdshus i Savannah, som blev en mötesplats för stadens elit såsom guvernörsrådets medlemmar. 
Under amerikanska frihetskriget gjorde hon sig känd som finansiär av revolutionsmilisen och de franska hjälptrupperna. Därför ville lojalister konfiskera hennes egendom när Savannah föll 1778. Hon och hennes döttrar utverkade dock att deras egendom blev skyddad och att de själva fick fri lejd till Charleston.  